# Georg Evers (Sportfunktionär)
Georg Evers (* 29. Januar 1890 in Lübeck; † 23. März 1953 in Düsseldorf) war ein deutscher Sportfunktionär im Hockey.

## Leben
Georg Evers stammte aus der Hansestadt Lübeck, wo er 1890 als Sohn eines Schiffbauers geboren wurde. Nach dem Besuch des Humanistischen Gymnasiums in Lübeck studierte er Nationalökonomie. Danach nahm er ab 1914 als Kriegsfreiwilliger am Ersten Weltkrieg teil. Im September 1915 geriet er dabei in französische Kriegsgefangenschaft, aus der er  erst im März 1919 wieder entlassen wurde.
Nach seiner Rückkehr in das Deutsche Reich nahm Georg Evers eine kaufmännische Tätigkeit auf. Er arbeitete bei verschiedenen Auslandsbanken und war im Anschluss als Wirtschaftsjournalist tätig.
Sein Interesse für den Hockeysport führte 1928 zu seiner Wahl zum Präsidenten des Deutschen Hockey-Bundes (DHB). Er wurde Nachfolger von Georg Berger. Dieser Hockey-Bund war zu Silvester 1909 gegründet worden und hatte sich im März 1910 offiziell zum Zweck der Förderung des Hockeysports im Deutschen Reich unter dem ersten Präsidenten Kurt Doerry konstituiert. Dabei dehnte er seine Zuständigkeit schon bald auch auf Eishockey aus. 
In der Weimarer Republik entstanden ab 1919 sieben Regionalverbände des DHB, die aus über 400 Einzelvereinen bestanden. Um am Hockeyturnier bei den IX. Olympischen Spielen in Amsterdam teilnehmen zu dürfen, erfolgte 1928 der Beitritt des DHB zur Fédération Internationale de Hockey sur gazon (FIH). Georg Evers war als Sportfunktionär maßgeblich an der weiteren Entwicklung des deutschen Hockeysports beteiligt. Nach der Machtergreifung der Nationalsozialisten wurde auch im Hockeysport das Führerprinzip eingeführt. Speziell für Hockey war nunmehr der Fachverband 6 „Deutscher Tennis- und Hockeyverband“ zuständig, was zur Auflösung des DHB im Oktober 1933 führte. Georg Evers wurde nun als Führer des Fachamtes Hockey direkt der Reichssportführung unterstellt. Zum 1. Mai 1933 trat er der NSDAP bei (Mitgliedsnummer 2.591.697) und schloss sich im selben Jahr der SA an.
Am 10. August 1936 wurde Georg Evers zum Präsidenten der Fédération Internationale de Hockey (FIH) gewählt. Bereits im darauffolgenden Jahr trat er als Führer des deutschen Hockey-Sportes zurück und wurde durch den SS-Führer Willy Jäger abgelöst. Jäger blieb bis 1945 im Amt. Georg Evers hingegen blieb bis 1945 FIH-Präsident. 
Georg Evers heiratete 1938 in Berlin-Schmargendorf Margarete von Beulwitz (* 1910), eine jüngere Schwester von Veit Ulrich von Beulwitz. Er starb 1953 in Düsseldorf. Zuletzt war er Chefredakteur des dort erscheinenden Textil-Export-Journals.